# Lee Jun-ho (Turner)
Lee Jun-ho (* 22. Oktober 1995 in Seoul) ist ein südkoreanischer Turner.

## Karriere
Lee Jun-ho gewann bei der Sommer-Universiade 2015 Silber im Mannschaftsmehrkampf. 2018 folgte bei den Asienspielen eine Bronzemedaille in der gleichen Disziplin. Bei den Olympischen Sommerspielen 2020, die 2021 ausgetragen wurden, konnte Lee mit Platz 11 im Sprungwettkampf sein bestes Einzelresultat erzielen. Mit dem südkoreanischen Team wurde er im Mannschaftsmehrkampf ebenfalls Elfter.